# AVIVO
AVIVO — технология компании ATI, использующаяся в видеокартах Radeon, начиная с поколения Radeon X1x00 и более новых. Позволяет увеличить скорость операций обработки видеофайлов, включая декодирование, перекодирование, захват и вывод видеоматериала.

## Возможности

### AVIVO HD
Полностью интегрированное HD-аудио и поддержка воспроизведения многоканальных (5.1) аудиопотоков. Avivo HD позволяет подключить компьютер к домашнему кинотеатру высокого разрешения с помощью одного кабеля HDMI.

### AVIVO-видеоконвертер
Avivo Video Converter (рус. Преобразователь видео ATI Avivo) — программа, использующая ресурсы видеокарт ATI для конвертирования видео из одного формата в другой. Утилита интегрирована в Catalyst Control Center. Функции программы по сравнению с другими конвертерами достаточно бедны. Используются только предустановленные наборы установок с возможностью изменения качества изображения.
В версии 9.12 имеется возможность преобразования следующих форматов:
- MPEG-1
- MPEG-2
- Video CD
- Super Video CD
- DVD
- WMV
- AVI
- .mp4 для PSP
- .mp4 для iPOD
- 1080p H.264
- 720p H.264
- 1080p MPEG-2
- 720p MPEG-2

## Поддерживаемое программное обеспечение
- WinDVD
- PowerDVD
- KMPlayer
- Встроенный в Windows Vista MPEG-2-декодер